# ريتشارد كيمب
العقيد ريتشارد كيمب (بالإنجليزية: Richard Kemp، ولد في 14 أبريل 1952) هو القائد السابق للقوات البريطانية في أفغانستان. خدم في الجيش البريطاني من سنة 1977 إلى سنة 2006، كان ضابط قياديًا في كتيبة مشاة، وعمل في لجنة الاستخبارات المشتركة وغرفة مكتب إحاطة مجلس الوزراء، أكمل 14 مهمة عمليات حول العالم.
بعد تقاعده من الجيش، اتجه كيمب إلى كتابة كتابه الأول حالة الهجوم حمراء، والذي كان تسجيلًا لحملة 2007 التي قام بها فوج أنغلين الملكي، ووثق فيه نشر الفوج في أفغانستان. صنف الكتاب كالكتاب الأكثر مبيعًا في صنداي تايمز بعد أسبوعين من إصداره الأولى.

## شهادة على حرب غزة
المقال الرئيسي: بعثة الأمم المتحدة لتقصي الحقائق بشأن النزاع في غزة
في شهادة لمجلس حقوق الإنسان، قال ريتشارد كيمب أن الجيش الإسرائيلي «فعل الكثير للحفاظ على حقوق المدنيين في مناطق القتال أكثر من أي جيش آخر في تاريخ الحروب.». وقال أنه يتفهم تكتيكات إسرائيل خلال حرب غزة، لكنه أضاف «أن مصداقيتها (إسرائيل) على المدى الطويل ربما تتوقف على مثول أي منتهكين لقوانين الحرب أمام العدالة.». وقال إن الضحايا المدنيين الفلسطينيين كانوا نتيجة لطريقة حماس في القتال، والتي تضمنت استخدام الدروع البشرية كسياسة، وأن حماس تعمدت التضحية بأرواح مدنييها. وقال الكولونيل أن الجيش الإسرائيلي اتخذ إجراءات خارقة للعادة لإخبار مدنيي غزة عن المناطق المستهدفة، وأنه ألغى عدد من العمليات المؤثرة احتمالًا بهدف منع وقوع إصابات مدنية، وقال أن الجيش الإسرائيلي أقدم على مخاطرات لا يمكن التفكير بها بتقديمه كميات ضخمة من المعونات الإنسانية إلى غزة أثناء القتال.
واجهت تصريحاته بخصوص حرب غزة انتقادات من قبل منظمات يهودية بريطانية مؤيدة للفلسطينيين، ونظم عدد من هذه المنظمات اعتصامًا أمام مكاتب فرع بنك "هبوعيليم" الإسرائيلي بلندن احتجاجًا على مشاركة كيمب في إفطار تجاري لشباب مهنيين رعته الاتحاد الصهيوني العالمي وجمة داود الحمراء" في بريطانيا وحركة وصل الأجيال بإسرائيل.

## هوامش ومراجع
1. ↑   http://www1.biu.ac.il/File/RichardKempEn.jpg. {{استشهاد ويب}}: |url= بحاجة لعنوان (مساعدة) والوسيط |title= غير موجود أو فارغ (من ويكي بيانات) (مساعدة)
2. ↑  Cabinet Office Briefing Room
3. ↑  Attak State Red
4. ↑  ملاحظة على أسلوبية الأدبيات الإسرائيلية الغد نقلًا عن الإيكونومست، ولوج في 3-2-2010 نسخة محفوظة 07 مارس 2016 على موقع واي باك مشين.
5. ↑  جنرال إسرائيلي يربط التكتيكات الإسرائيلية بمقتل مدنيين في غزة مصراوي، ولوج في 9-2-2010 نسخة محفوظة 26 مايو 2020 على موقع واي باك مشين.
6. ↑  Testimony at the UN UN Watch، ولوج في 1-8-2010 نسخة محفوظة 24 يوليو 2015 على موقع واي باك مشين. [وصلة مكسورة]
7. ↑  اعتصام بلندن ضد ضابط موال لإسرائيل، قناة الجزيرة، ولوج في 19 يوليو، 2011. "نسخة مؤرشفة". مؤرشف من الأصل في 2010-11-19. اطلع عليه بتاريخ 2011-07-19.{{استشهاد ويب}}:  صيانة الاستشهاد: BOT: original URL status unknown (link)